# Hedychium horsfieldii
Planta epífita muito bonita. Este é um estranho Hedychium e foi muito movimentado taxonomicamente.  Começou a vida classificado como um Hedychium em 1853, mas foi dividido a partir de Hedychium em seu próprio gênero, Brachychilum em 1893.  Tão recentemente em 1990, foi agrupado novamente com Hedychium.
Hedychium horsfieldii cresce como epífita na floresta de Java, agarrados a ramos de árvores com suas grossas, raízes carnosas coberto de "pegajoso" cabelos da raiz. 
Sua folhagem é verde brilhante, chega a cerca de 70 cm de altura e é um pouco mais suculenta do que é habitual para um Hedychium.  
O lábio ou labelo que é a principal característica da maioria das flores Hedychium, nesta é reduzida a um pequeno apêndice, e o nome Brachychilum significa "lábio curto". 
Uma inesperada característica  das flores de Hedychium horsfieldii  surpreendentemente é seu forte perfume.  
Eles são incrivelmente diferente do "normal" das flores Hedychium. A principal característica ornamental da planta é produzida pela espectacular exibição de vagens de sementes. 
Suas flores polinizam-se facilmente, e há sempre sementes disponiveis mesmo em condições não favoráveis de crescimento. 
Os frutos amadurecem amarelo-esverdeado. 
Sua combinação de cores é típico dos Hedychium, mas é o tamanho e o grande número de frutos que faz o horsfieldii Hedychium tão gratificante.
Referência:
http://www.eol.org/pages/1118140